# When We All Fall Asleep, Where Do We Go?
When We All Fall Asleep, Where Do We Go? är den amerikanska musikern Billie Eilish debutalbum, utgivet den 29 mars 2019. Eilish gav 2017 ut sin första EP Don't Smile at Me, detta var hennes första fullängdsalbum. Det utgavs på Interscope Records underetikett Darkroom. Nästan samtliga av albumets låtar samskrev Eilish med sin bror Finneas O'Connell som också producerade albumet. Låttexterna kännetecknas av mörka teman, och musikaliskt är skivan mycket varierad med influenser från pop, konstpop, industrial såväl som hiphop.
Skivan blev en mycket stor internationell framgång. Albumet har nått förstaplatsen på såväl amerikanska albumlistan Billboard 200, som den brittiska UK Albums Chart, samt flera europeiska länders listor. Albumets största hitsinglar blev "Bad Guy" och "Bury a Friend". Skivan fick mestadels ett gott mottagande. På den sammanställande betygssidan Metacritic har den nått betyget 82/100 vilket indikerar "universellt erkännande".

## Produktion
Billie Eilish och hennes bror Finneas O'Connell började arbeta med When We All Fall Asleep, Where Do We Go? i maj 2016 med spåret "Listen Before I Go". 
Albumet spelades in i O'Connells lilla sovrumstudio i Highland Park i Kalifornien, med produktionsmaterial som Logic Pro X och ett par Yamaha HS5-studiomonitorer med en H8S-subwoofer. Paret förklarade att de valde denna inspelningsplats snarare än en professionell studio på grund av sovrummets intima och hemtrevliga natur samt det sätt på vilket sovrummet påverkar sång, medan man kritiserade en extern studios brist på naturligt ljus och höga användningskostnader.
Den 20 mars 2018 bekräftade Eilish att hon arbetade med ett album och uppskattade att det skulle släppas mot slutet av året. I juli 2018 tillkännagav hon under en intervju med BBC Radio 1 att albumet förväntades vara ute den 29 mars 2019.

## Låtlista
Alla låtar skrevs av Billie Eilish och Finneas O'Connell, där inget annat anges.
1. "!!!!!!!" - 0:14
2. "Bad Guy" - 3:14
3. "Xanny" - 4:04
4. "You Should See Me in a Crown" - 3:01
5. "All the Good Girls Go to Hell" - 2:49
6. "Wish You Were Gay" - 3:42
7. "When the Party's Over" (F. O'Connell) - 3:16
8. "8" - 2:53
9. "My Strange Addiction" (F. O'Connell) - 3:00
10. "Bury a Friend" - 3:13
11. "Ilomilo" - 2:36
12. "Listen Before I Go" - 4:03
13. "I Love You" - 4:52
14. "Goodbye" - 1:59